# Holden FJ

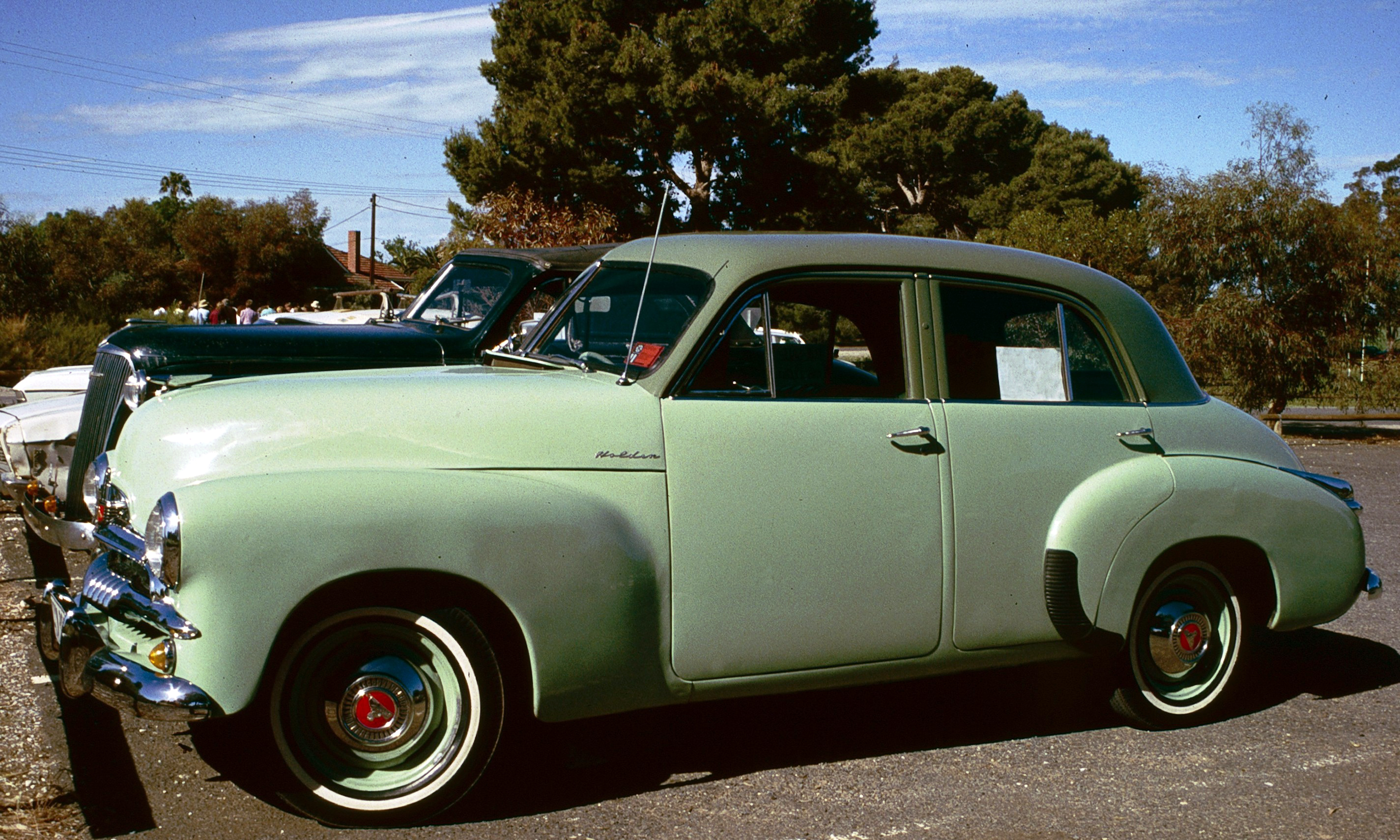
Holden FJ

De Holden FJ was de tweede serie van het Australische automerk Holden. In feite ging het om een facelift van de voorgaande Holden (48-215) Standard, later de FX-serie genoemd.

## Geschiedenis
Vijf jaar na de eerste serie verscheen dus in 1953 de FJ-serie. In essentie was het dezelfde auto als zijn voorganger, maar met enkele ingrepen aan het koetswerk en een uitbreiding van de uitrusting. Vooraan was het radiatorrooster vernieuwd en er waren nieuwe bumpers en wieldoppen. Er was ook een uitgebreide optielijst voorhanden.
Naast de sedanmodellen en de ute, die in oktober 1953 op de markt komen, wordt in december nog een nieuw model uitgebracht: de Panel Van. Dat was een op de Ute gebaseerde bestelwagen. Er werd ook gewerkt aan een stationwagen, maar die komt nooit in productie. Samen met de Standard en de Business werd ook een nieuw topmodel gelanceerd: de Holden Special.
Net als de modellen uit de FX-serie waren ook die uit de FJ-serie een enorm succes, met weer wachtlijsten tot gevolg. Holden breidde daarop nog verder uit. Vanaf 1954 begon het merk ook te exporteren naar Nieuw-Zeeland. In dat jaar werden 321 FJ's verzonden. In 1956 wordt een FJ de 250.000ste Holden. Holden produceerde op dat moment ook al zo'n 100.000 auto's per jaar.

## Modellen
- Okt 1953: (FJ 215) Holden Standard Sedan
- Okt 1953: (FJ 217) Holden Business Sedan
- Okt 1953: (FJ 225) Holden Special Sedan
- Okt 1953: (FJ 2106) Holden Utility
- Dec 1953: (FJ 2104) Holden Panel Van